# 아라카와촌 (도야마현)
아라카와촌(荒川村)은 도야마현 니시토나미군에 있던 촌이다.

## 역사
- 1889년 4월 1일 - 정촌제 시행에 의해 도나미군 아라카와촌이 성립하였다.
- 1896년 3월 29일 - 군 개편에 의해 도나미군에서 분립해, 니시토나미군이 성립하여, 니시토나미군에 속하게 되었다.
- 1953년 9월 10일 - 미야지마촌, 미나미다니촌, 하니우촌, 고나데촌, 쇼토쿠촌, 마쓰자와촌과 합병해 이스루기정이 성립하였다.

## 참고문헌
- 『市町村名変遷辞典』東京堂出版、1990年。